# 独孤浑贞
独孤浑贞（500年—560年5月25日），复姓独孤浑氏，字欢喜，桑乾县（今山西省朔州市山阴县）人，北魏、西魏、北周官员。

## 生平
永安二年（529年），独孤浑贞以别将身份跟随陇西王尔朱天光西征关中，以杨烈将军为起家官，转任宁朔将军，很快封赤逢乡男，出任安康郡太守，兼任宣城戍主，加辅国将军、谏议大夫，补任都督，封平氏伯，食邑五百户。大统元年（535年），独孤浑贞出任咸阳郡太守，加平西将军，进爵为平氏公，增加食邑五百户。大统三年（537年），独孤浑贞出任持节、东秦州刺史，增加食邑八百户，总计一千八百户，入朝出任武卫将军，又出任卫将军、右光禄大夫，加散骑常侍。不久，独孤浑贞加大都督，出任洛州刺史，加侍中。大统十三年（547年），独孤浑贞出任使持节、车骑大将军、仪同三司，增加食邑三百户，总计二千一百户。大统十五年（549年），独孤浑贞出任骠骑大将军，加开府。大统十七年（551年），独孤浑贞出任燕州诸军事、侍中、燕州刺史，后封晋原郡公。北周元年（557年），独孤浑贞升任大将军，出任小司空。武成元年（559年）三月，吐谷浑进犯北周边境，独孤浑贞隶属大司马博陵郡公贺兰祥，与大将军俟吕陵果:161-163、大将军宇文盛、大将军越勤宽、大将军宇文广、大将军库狄昌等人率军讨伐吐谷浑。武成二年四月十五日（560年5月25日），独孤浑贞在长安去世，虚岁六十一，朝廷赠予柱国大将军，谥号严公:152-154，当年八月五日（560年9月10日）葬于杜原。

## 墓地和墓志
独孤浑贞墓位于咸阳市渭城区北杜镇成仁村南0.5公里，机场跑道紧北的田野里，地面无封土。1993年冬被盗后，由北杜公安派出所查获了墓志及部分陶俑。

## 家庭

### 子女
- 独孤浑长威，车骑大将军、仪同三司、槃川县开国子[4]
- 独孤浑菩提，应山县开国伯[1][4]
- 独孤浑祇陁[4]
- 独孤浑世忠[4]
- 独孤浑氏，嫁大都督、诺水县开国侯达奚光略[5][6]